# Ponhook Lake 10
Ponhook Lake 10 är ett reservat i Kanada.   Det ligger i provinsen Nova Scotia, i den sydöstra delen av landet, 900 km öster om huvudstaden Ottawa.
I omgivningarna runt Ponhook Lake 10 växer i huvudsak blandskog. Runt Ponhook Lake 10 är det mycket glesbefolkat, med 3 invånare per kvadratkilometer.